# Klaus Doldinger
Klaus Doldinger (Berlino, 12 maggio 1936) è un sassofonista e compositore tedesco.

## Biografia
Attivo soprattutto nel mondo jazz e come autore di colonne sonore cinematografiche, si è formato al conservatorio di Düsseldorf. Nei primi tempi ha suonato, oltre al prediletto sassofono, il clarinetto ed il piano. Negli anni '50 ha preso parte a diversi progetti musicali come The Feetwarmers e Oscar's Trio, quest'ultimo incentrato sulla figura di Oscar Peterson. Il progetto a cui Doldinger si è dedicato maggiormente è però il gruppo Passport, fondato nel 1971.
Tra le sue composizioni per cinema e TV vi sono quelle per Tatort (dal 1970), Il commissario Köster (dal 1977), U-Boot 96 (1981), La storia infinita (1984) e Palmetto - Un torbido inganno (1998).
Nel 1992 ha ottenuto il Musikpreis der Landeshauptstadt München.

## Discografia
- Doldinger – Jazz Made in Germany (1963)
- Doldinger live at Blue Note Berlin (1963)
- Doldinger in Südamerika (1965)
- Doldinger Goes On (1967)
- Blues Happening (1968)
- Doldinger – The Ambassador (1969)
- Doldinger Jubilee (Auswahl an Titeln 1953–1973) (1973)
- Das Boot (Soundtrack zum Spielfilm Das Boot) (1981, DE: G)[1]
- Klaus Doldinger – Constellation (1983)
- Film ab: Doldinger (1993)
- Doldinger in New York: Street of Dreams (1994, DE: G (German Jazz Award))
- Doldinger Back in New York (1999)
- Works & Passion 1955–2000 (2001)
- Early Doldinger – The Complete Philips Sessions (2006)
- Shakin’ the Blues – Klaus Doldinger (1963–1967) (Kompilation 2008)
- Doldinger (2016, DE: P (German Jazz Award))